# Horváth Benji
Horváth Előd Benjámin, ismertebb nevén Horváth Benji (Marosvásárhely, 1988 –) romániai magyar költő, slammer, szerkesztő.

## Élete és munkássága
Első kötete 2009-ben jelent meg A cseplini díva címmel a kolozsvári Koinónia Könyvkiadó gondozásában. 2010-ben debüt kategóriában elnyerte a Látó folyóirat nívódíját. 2013 decemberében neki ítélték a Műút folyóirat nívódíját szépirodalom kategóriában. 2015 nyarán újabb kötete látott napvilágot az Erdélyi Híradó Kiadó és a Fiatal Írók Szövetsége közös gondozásában, Beatcore címmel.
2016-ban a József Attila Kör és a Prae.hu kiadásában jelent meg Az amnézia útja című verseskötete. Stermeczky Zsolt Gábor, a Kortárs Online kritikusa szerint a mű versnyelvére a kelet-európai mágikus realizmus és a beat sajátos egyvelege jellemző. 2016-ban Az amnézia útja nyomán jelölték a Horváth Péter irodalmi ösztöndíjra. 2017-ben Horváth Benji kapta meg a Libri Kiadó által felajánlott Dunajcsik Mátyás Lehetőséget. Ugyanebben az évben Móricz Zsigmond-ösztöndíjban részesült a Magyar átiratok címet viselő verseskötetéhez.
Negyedik kötete, A Dicsőséges Európa, a Dunajcsik Mátyás Lehetőségnek köszönhetően a Libri Kiadónál jelent meg 2018-ban, bemutatójára a Margó Irodalmi Fesztivál és Könyvvásár keretei között került sor a Petőfi Irodalmi Múzeumban. Horváth Benji így fogalmazott a kötettel kapcsolatban: „Az Európában megpróbáltam kissé lebontani a régi költői ént, leépíteni a tetszelgést, kicsit kimozdulni az alanyi költészetből, vállalni a sebezhetőséget, a nevetségességet, és nem mesterfokon sajnáltatni magam, hanem kezdeni valamit a romokkal.”
Slam poetry rendezvények rendszeres fellépője. 2006 óta jelentet meg verseket, emellett publicisztikát ír és prózai alkotásokkal is próbálkozik. Költeményeit arab és román nyelvre is lefordították. A kolozsvári Helikon folyóirat szerkesztője. Eseményszervezéssel, tehetséggondozással is foglalkozik. Tagja a Bruthalia Alkotókörnek, az Erdélyi Magyar Írók Ligájának (E-MIL), a  Fiatal Írók Szövetségének (FISZ) és a József Attila Körnek (JAK).

## Kötetei
- A cseplini díva, Kolozsvár: Koinónia Könyvkiadó. 2009. ISBN 9789731650050
- Beatcore, Kolozsvár–Budapest: Erdélyi Híradó Kiadó – Fiatal Írók Szövetsége. 2015 (FISZ könyvek) ISBN 9789637043765
- Az amnézia útja, Budapest: József Attila Kör – Prae.hu. 2016. = JAK-füzetek, 199. ISBN 9786155070532
- A Dicsőséges Európa, Budapest: Libri Kiadó. 2018. ISBN 9789634334231
- Emlékmű a jövőnek, Budapest: Jelenkor Kiadó. 2022. ISBN 9789635181940

## Díjai
- 2010: Látó-nívódíj (debüt)
- 2013: Műút-nívódíj (szépirodalom)
- 2016: Horváth Péter irodalmi ösztöndíj – jelölés (Az amnézia útja c. kötetért)
- 2017: Dunajcsik Mátyás Lehetőség (A Dicsőséges Európa c. kötethez)
- 2017: Móricz Zsigmond-ösztöndíj (a Magyar átiratok c. kötethez)